# Amnionless
Amnionless‏ (Amnion associated transmembrane protein) هوَ بروتين يُشَفر بواسطة جين Amnionless في الإنسان.